# Norma Baylon
Pour les articles homonymes, voir Baylon.
Norma Baylon, née le 9 novembre 1942, est une joueuse de tennis argentine des années 1960.
En 1964, elle a été finaliste du double dames des Internationaux de France de tennis, associée à Helga Hösl Schultze. 

## Palmarès (partiel)

### Titre en simple dames
| No | Date       | Nom et lieu du tournoi      | Catégorie | Surface      | Finaliste   | Score           |          |
| -- | ---------- | --------------------------- | --------- | ------------ | ----------- | --------------- | -------- |
| 1  | 31-05-1965 | Swiss Championships, Lugano |           | Terre (ext.) | Edda Buding | 6-1, 10-12, 5-5 | Parcours |

### Finale en simple dames
| No | Date       | Nom et lieu du tournoi | Catégorie | Surface      | Vainqueure     | Score    |          |
| -- | ---------- | ---------------------- | --------- | ------------ | -------------- | -------- | -------- |
| 1  | 23-08-1965 | Portschach, Pörtschach |           | Terre (ext.) | Margaret Smith | 6-1, 6-3 | Parcours |

### Titre en double dames
| No | Date | Nom et lieu du tournoi       | Catégorie | Surface      | Partenaire      | Finalistes                         | Score         |  |
| -- | ---- | ---------------------------- | --------- | ------------ | --------------- | ---------------------------------- | ------------- |  |
| 1  | 1966 | Internationaux d'Italie Rome |           | Terre (ext.) | Annette Van Zyl | Ann Haydon-Jones Elizabeth Starkie | 6-3, 1-6, 6-2 |  |

### Finales en double dames
| No | Date       | Nom et lieu du tournoi                    | Catégorie | Surface      | Vainqueures                     | Partenaire      | Score         |          |
| -- | ---------- | ----------------------------------------- | --------- | ------------ | ------------------------------- | --------------- | ------------- | -------- |
| 1  | 15-07-1963 | Swiss Championships Gstaad                |           | Terre (ext.) | Robyn Ebbern Lesley Turner      | Renee Schuurman | 6-1, 6-4      | Parcours |
| 2  | 18-05-1964 | Internationaux de France Paris            | G. Chelem | Terre (ext.) | Margaret Smith Lesley Turner    | Helga Schultze  | 6-3, 6-0      | Parcours |
| 3  | 20-07-1964 | Dutch Championships Hilversum             |           | Terre (ext.) | Margaret Smith Lesley Turner    | Annette Van Zyl | 6-2, 6-2      | Parcours |
| 4  | 03-08-1964 | German Championships Hambourg             |           | Terre (ext.) | Margaret Smith Lesley Turner    | Helga Schultze  | 6-2, 3-6, 6-2 | Parcours |
| 5  | 09-03-1965 | Antilles Championships Port-d'Espagne     |           | Terre (ext.) | Margaret Smith Lesley Turner    | Françoise Dürr  | 6-3, 6-4      | Parcours |
| 6  | 22-03-1965 | Altamira International Caracas            |           | Dur (ext.)   | Margaret Smith Lesley Turner    | Françoise Dürr  | 2-6, 6-0, 6-1 | Parcours |
| 7  | 12-04-1965 | The Masters Invitational St. Petersburg   |           | Terre (ext.) | Margaret Smith Lesley Turner    | Nancy Richey    | 6-1, 6-3      | Parcours |
| 8  | 11-07-1966 | Hoylake And West Kirby Tournament Hoylake |           | Gazon (ext.) | Maria Bueno Margaret Smith      | Annette Van Zyl | 6-2, 6-1      | Parcours |
| 9  | 01-08-1966 | German Championships Hambourg             |           | Terre (ext.) | Ann Haydon-Jones Margaret Smith | Annette Van Zyl | 6-3, 6-2      | Parcours |

### Finale en double mixte
| No | Date       | Nom et lieu du tournoi | Catégorie | Surface      | Vainqueures                | Partenaire     | Score    |          |
| -- | ---------- | ---------------------- | --------- | ------------ | -------------------------- | -------------- | -------- | -------- |
| 1  | 23-08-1965 | Portschach Pörtschach  |           | Terre (ext.) | Margaret Smith Robert Howe | Boro Jovanović | 6-3, 6-1 | Parcours |

## Parcours en Grand Chelem (partiel)

### En simple dames
| Année | Championnat d'Australie | Championnat d'Australie | Internationaux de France | Internationaux de France | Wimbledon      | Wimbledon      | US National   | US National      |
| ----- | ----------------------- | ----------------------- | ------------------------ | ------------------------ | -------------- | -------------- | ------------- | ---------------- |
| 1963  | -                       | -                       | 4e tour (1/8)            | Lesley Turner            | 4e tour (1/8)  | Margaret Smith | 4e tour (1/8) | Christine Truman |
| 1964  | -                       | -                       | 4e tour (1/8)            | Jan Lehane               | 1/4 de finale  | Margaret Smith | 4e tour (1/8) | Carole Caldwell  |
| 1965  | 3e tour (1/8)           | Margaret Smith          | 1/4 de finale            | Margaret Smith           | 2e tour (1/32) | Julie Albert   | 1/4 de finale | Nancy Richey     |
| 1966  | -                       | -                       | 4e tour (1/8)            | Annette Van Zyl          | 3e tour (1/16) | Trudy Groenman | 1/4 de finale | Maria Bueno      |

À droite du résultat, l’ultime adversaire.

### En double dames
| Année | Championnat d'Australie | Championnat d'Australie    | Internationaux de France  | Internationaux de France  | Wimbledon                   | Wimbledon                 | US National | US National |
| ----- | ----------------------- | -------------------------- | ------------------------- | ------------------------- | --------------------------- | ------------------------- | ----------- | ----------- |
| 1963  | -                       | -                          | 1/4 de finale Věra Suková | Margaret Hunt A. Van Zyl  | 2e tour (1/16) Věra Suková  | C. Jaster N. Turner       | -           | -           |
| 1964  | -                       | -                          | Finale H. Schultze        | M. Smith Lesley Turner    | 2e tour (1/16) H. Schultze  | R. Schuurman Ann Haydon   | -           | -           |
| 1965  | 1/2 finale Maria Bueno  | Robyn Ebbern B. J. Moffitt | 1/4 de finale H. Schultze | C. Sherriff Gail Sherriff | 1er tour (1/32) C. Mercelis | Rosie Darmon Schildknecht | -           | -           |
| 1966  | -                       | -                          | 1/2 finale A. Van Zyl     | M. Smith Judy Tegart      | 2e tour (1/16) A. Van Zyl   | M. Smith Judy Tegart      | -           | -           |

Sous le résultat, la partenaire ; à droite, l’ultime équipe adverse.

### En double mixte
| Année | Championnat d'Australie    | Championnat d'Australie | Internationaux de France   | Internationaux de France    | Wimbledon                   | Wimbledon                 | US National                   | US National            |
| ----- | -------------------------- | ----------------------- | -------------------------- | --------------------------- | --------------------------- | ------------------------- | ----------------------------- | ---------------------- |
| 1963  | -                          | -                       | 1/4 de finale Nikola Pilić | Judy Tegart Ed Rubinoff     | 3e tour (1/16) E. Soriano   | R. Woodgate Gerald Oakley | -                             | -                      |
| 1964  | -                          | -                       | 1/2 finale José Luis       | Lesley Turner Fred Stolle   | 3e tour (1/16) Robert Howe  | F. Dürr Alain Bresson     | 2e tour (1/8) M. Santana      | M. Smith John Newcombe |
| 1965  | 2e tour (1/16) Lew Gerrard | Kaye Dening J. Grinda   | 3e tour (1/8) José Luis    | F. Dürr Donald Dell         | 3e tour (1/16) Robert Howe  | D.H. Roberts Doug Kelso   | 2e tour (1/8) Nikola Pilić    | M. Smith Fred Stolle   |
| 1966  | -                          | -                       | 3e tour (1/8) Fred Stolle  | Helen Gourlay Pancho Guzmán | 2e tour (1/32) Nikola Pilić | Ann Haydon C. Graebner    | 1er tour (1/16) Pancho Guzmán | Nell Hall Bill Talbert |

Sous le résultat, le partenaire ; à droite, l’ultime équipe adverse.

## Parcours en Coupe de la Fédération
| #                                                                          | Date       | Lieu         | Surface      | Gagnante(s)                      | Perdante(s)                         | Score         |          |
|                                                                            |            |              |              |                                  |                                     |               |          |
| 1964 - 2e tour (groupe mondial) - Belgique - Argentine - 0 : 3             |            |              |              |                                  |                                     |               |          |
| 1                                                                          | 02/09/1964 | Philadelphie | Herbe (ext.) | Norma Baylon                     | Christiane Mercelis                 | 8-6, 6-2      | Parcours |
| 1                                                                          | 02/09/1964 | Philadelphie | Herbe (ext.) | Norma Baylon Ana-Maria Bocio     | Monique Bedoret Christiane Mercelis | 1-6, 6-3, 6-3 | Parcours |
|                                                                            |            |              |              |                                  |                                     |               |          |
| 1964 - 1/4 de finale (groupe mondial) - États-Unis - Argentine - 3 : 0     |            |              |              |                                  |                                     |               |          |
| 2                                                                          | 03/09/1964 | Philadelphie | Herbe (ext.) | Billie Jean Moffitt              | Norma Baylon                        | 12-10, 9-7    | Parcours |
| 2                                                                          | 03/09/1964 | Philadelphie | Herbe (ext.) | Billie Jean Moffitt Karen Susman | Norma Baylon Ana-Maria Bocio        | 6-4, 6-1      | Parcours |
|                                                                            |            |              |              |                                  |                                     |               |          |
| 1965 - 1er tour (groupe mondial) - Nouvelle-Zélande - Argentine - 2 : 1    |            |              |              |                                  |                                     |               |          |
| 3                                                                          | 15/01/1965 | Melbourne    | Herbe (ext.) | Norma Baylon                     | Ruia Morrison                       | 6-3, 6-3      | Parcours |
| 3                                                                          | 15/01/1965 | Melbourne    | Herbe (ext.) | Ruia Morrison Elizabeth Terry    | Norma Baylon Nora Somoza            | 6-4, 8-6      | Parcours |
|                                                                            |            |              |              |                                  |                                     |               |          |
| 1966 - 2e tour (groupe mondial) - Argentine - Allemagne de l'Ouest - 0 : 3 |            |              |              |                                  |                                     |               |          |
| 4                                                                          | 12/05/1966 | Turin        | Terre (ext.) | Edda Buding                      | Norma Baylon                        | 6-4, 6-4      | Parcours |